# Đồng dư thức của Kummer
Trong toán học, đồng dư thức của Kummer là một số đồng dư thức bao gồm cả số Bernoulli, được phát hiện bởi Ernst Eduard Kummer (1851).
Kubota & Leopoldt (1964) sử dụng đồng dư thức của Kummer để định nghĩa hàm zeta p-adic.

## Phát biểu
Dạng đơn giản nhất của đồng dư thức Kummer phát biểu rằng
{\displaystyle {\frac {B_{h}}{h}}\equiv {\frac {B_{k}}{k}}{\pmod {p}}{\text{ khi }}h\equiv k{\pmod {p-1}}}
trong đó p là số nguyên tố, h và k là hai số nguyên dương chẵn không chia hết cho p−1 và các số Bh là số Bernoulli.
Tổng quát hơn, nếu h và k là số nguyên dương chẵn không chia hết cho  p − 1, thì
{\displaystyle (1-p^{h-1}){\frac {B_{h}}{h}}\equiv (1-p^{k-1}){\frac {B_{k}}{k}}{\pmod {p^{a+1}}}}
mỗi khi
{\displaystyle h\equiv k{\pmod {\varphi (p^{a+1})}}}
trong đó φ(pa+1) là hàm phi Euler, được tính tại pa+1 và a là số nguyên không âm. Tại a = 0, biểu thức lấy dạng đơn giản hơn ở trên.
Hai vế của đồng dư thức là các giá trị của hàm zeta p-adic, và đồng dư thức Kummer chỉ ra rằng hàm zeta p-adic cho số nguyên âm có tính liên tục, do đó có thể mở rộng theo tính liên tục cho mọi số nguyên p-adic.